# Catalase
Catalase là một loại enzym phổ biến được tìm thấy trong gần như tất cả các sinh vật sống tiếp xúc với oxy (như vi khuẩn, thực vật và động vật). Nó xúc tác sự phân hủy hydro peroxide thành nước và oxy. Nó là một enzym rất quan trọng trong việc bảo vệ tế bào khỏi bị tổn thương vì ứng kích oxy hóa bởi các loại hợp chất oxy phản ứng (ROS). Tương tự như vậy, catalase có một trong những số lượng chuyển xúc tác phản ứng cao nhất của tất cả các enzym; một phân tử catalase có thể chuyển đổi hàng triệu phân tử hydro peroxide thành nước và oxy mỗi giây.
Catalase là một tetramer của bốn chuỗi polypeptide, mỗi chuỗi dài hơn 500 amino acid. Nó chứa bốn nhóm hem chứa sắt cho phép enzym phản ứng với hydro peroxide. Độ pH tối ưu cho catalase của con người là khoảng 7, và có một mức tối đa khá rộng: tỷ lệ phản ứng không thay đổi đáng kể giữa pH 6,8 và 7,5. Độ pH tối ưu cho các xúc tác khác thay đổi từ 4 đến 11 tùy theo loài. Nhiệt độ tối ưu cũng thay đổi theo loài.

## Cấu trúc
Catalase của con người tạo thành một tetramer gồm bốn tiểu đơn vị, mỗi phần tử có thể được chia thành bốn miền. Cốt lõi mở rộng của mỗi tiểu đơn vị được tạo ra bởi một b-barrel tám trục song song (b1-8), với kết nối lân cận gần nhất được giới hạn bởi các vòng b-barrel ở một bên và vòng a9 trên mặt khác. Một miền helical ở một mặt của b-barrel bao gồm bốn helice C-terminal (a16, a17, a18, and a19) và bốn helice bắt nguồn từ dư lượng giữa b4 và b5 (a4, a5, a6 và a7). Cắt thay thế có thể dẫn đến các biến thể protein khác nhau.

## Lịch sử
Catalase đã không được nhận thấy cho đến năm 1818 khi Louis Jacques Thénard, người phát hiện ra H2O2 (hydro peroxid), cho thấy sự phân hủy của nó là do một chất không rõ. Năm 1900, Oscar Loew là người đầu tiên cho nó tên catalase, và tìm thấy nó ở nhiều loài thực vật và động vật. Năm 1937 catalase từ gan bò được kết tinh bởi James B. Sumner và Alexander Dounce và trọng lượng phân tử được tìm thấy vào năm 1938.
Trình tự amino acid của catalase phân họ Trâu bò được xác định vào năm 1969, và cấu trúc ba chiều vào năm 1981.

## Chức năng

### Hoạt động
Catalase xúc tác phản ứng sau đây:
2 H2O2 → 2 H2O + O2
Sự hiện diện của catalase trong một mẫu vi sinh vật hoặc mô có thể được chứng minh bằng cách thêm hydro peroxide và quan sát phản ứng. Việc tạo ra oxy có thể được nhìn thấy bằng sự hình thành các bong bóng. Thử nghiệm dễ dàng này, có thể nhìn thấy bằng mắt thường, không có sự trợ giúp của dụng cụ, có thể bởi vì catalase có hoạt động rất mạnh, tạo ra phản ứng có thể phát hiện, cũng như thực tế là một trong các sản phẩm là khí.

### Cơ chế phân tử
Trong khi cơ chế hoàn chỉnh của catalase hiện chưa được biết, phản ứng được cho là xảy ra ở hai giai đoạn:
H2O2 + Fe(III)-E → H2O + O=Fe(IV)-E(.+)
H2O2 + O=Fe(IV)-E(.+) → H2O + Fe(III)-E + O2
Ở đây Fe()-E tượng trưng cho tâm sắt của nhóm hem gắn với enzym. Fe(IV)-E (.+) là dạng đồng phân Fe(V)-E, có nghĩa là sắt không bị oxy hóa hoàn toàn thành +V, nhưng nhận được một số mật độ electron ổn định từ phối tử hem, sau đó được thể hiện dưới dạng cation căn bản (.+).
Khi hydro peroxide vào vị trí hoạt động, nó tương tác với các amino acid Asn148 (asparagine ở vị trí 148) và His75, tạo ra một proton (ion hydro) chuyển giao giữa các nguyên tử oxy. Nguyên tử oxy tự do phối hợp, giải phóng phân tử nước mới hình thành và Fe(IV)=O. Fe(IV)=O phản ứng với phân tử hydro peroxide thứ hai để thay đổi Fe(III)-E và tạo ra nước và oxy. Phản ứng của tâm sắt có thể được cải thiện nhờ sự có mặt của phối tử phenolat của Tyr358 ở vị trí phối hợp thứ năm, có thể hỗ trợ quá trình oxy hóa Fe(III) thành Fe(IV). Hiệu quả của phản ứng cũng có thể được cải thiện bằng các tương tác của His75 và Asn148 với các chất trung gian phản ứng. Nói chung, tốc độ phản ứng có thể được xác định bằng phương trình Michaelis-Menten.
Catalase cũng có thể xúc tác quá trình oxy hóa, bởi hydro peroxide, các chất chuyển hóa và độc tố khác nhau, bao gồm formaldehyd, axit formic, phenol, acetaldehyde và alcohol. Nó làm như vậy theo phản ứng sau đây:
H2O2 + H2R → 2H2O + R
Cơ chế chính xác của phản ứng này chưa được biết đến.
Bất kỳ ion kim loại nặng nào (như cation đồng trong đồng(II) sulfat) có thể hoạt động như một chất ức chế không cạnh tranh của catalase. Hơn nữa, chất độc xyanua là một chất ức chế không cạnh tranh của catalase ở nồng độ cao của hydro peroxide. Asenat hoạt động như một chất hoạt hóa. Cấu trúc protein ba chiều của các trung gian catalase peroxidated có sẵn tại Ngân hàng Dữ liệu Protein.

### Vai trò di động
Hydro peroxide là một sản phẩm phụ có hại của nhiều quá trình trao đổi chất bình thường; để ngăn chặn thiệt hại cho các tế bào và các mô, nó phải được nhanh chóng chuyển đổi thành các chất khác, ít nguy hiểm hơn. Để kết thúc việc này, catalase thường được sử dụng bởi các tế bào để nhanh chóng xúc tác sự phân hủy hydro peroxide thành oxy và các phân tử nước ít phản ứng.
Những con chuột được biến đổi gen để thiếu catalase ban đầu có kiểu hình bình thường, tuy nhiên, sự thiếu hụt catalase ở chuột có thể làm tăng khả năng phát triển bệnh béo phì, gan nhiễm mỡ và bệnh tiểu đường loại 2. Một số người có mức độ catalase rất thấp (acatalasia), nhưng vẫn có ít biểu hiện xấu.
Ứng kích oxy hóa gia tăng xảy ra với lão hóa ở chuột được giảm bớt do biểu hiện gen của catalase. Chuột biểu hiện gen không biểu hiện khả năng liên quan đến tuổi của tinh trùng, mầm tinh hoàn và tế bào Sertoli thấy ở chuột hoang dã. Ứng kích oxy hóa ở chuột hoang dã thường gây ra tổn thương DNA oxy hóa (được đo bằng 8-oxodG) trong tinh trùng với lão hóa, nhưng những thiệt hại này được giảm đáng kể ở những con chuột già biểu hiện gen catalase. Hơn nữa, những con chuột thể hiện gen này không làm giảm số lượng con cái phụ thuộc vào lứa tuổi trên mỗi lứa đẻ. Sự biểu hiện gen của catalase nhắm vào ti thể kéo dài tuổi thọ của chuột.
Catalase thường nằm trong một di động cơ quan gọi là peroxisome. Peroxisome trong thực tế bào được tham gia trong hô hấp sáng (sử dụng oxy và tạo ra cacbon dioxide) và cộng sinh cố định đạm (phá vỡ liên kết của phân tử nitơ (N2) để tạo nguyên tử N phản ứng). Hydro peroxid được sử dụng như một chất kháng khuẩn mạnh khi các tế bào đang bị nhiễm với một mầm bệnh. Tác nhân gây bệnh dương tính với Catalase như Mycobacterium tuberculosis, Legionella pneumophila và Campylobacter jejuni, làm cho catalase khử hoạt tính của các gốc peroxide, do đó cho phép chúng tồn tại vô hại trong vật chủ.

## Phân bố giữa các sinh vật
Phần lớn các sinh vật đã sử dụng catalase trong mọi cơ quan, với nồng độ đặc biệt cao diễn ra ở gan ở động vật có vú. Một cách sử dụng duy nhất của catalase diễn ra ở bọ cánh cứng Carabidae. Bọ cánh cứng này có hai bộ chất lỏng được lưu trữ riêng biệt trong hai tuyến ghép nối. Buồng lưu trữ hay bình chứa lớn của cặp chứa hydroquinone và hydro peroxide, trong khi buồng chứa nhỏ hơn chứa catalase và peroxidase. Để kích hoạt túi phun độc, bọ cánh cứng trộn lẫn hỗn hợp của hai buồng, khiến oxy được giải phóng khỏi hydro peroxide. Oxy oxy hóa hydroquinone và cũng hoạt động như chất đẩy. Phản ứng oxy hóa tỏa nhiều nhiệt (ΔH = −202,8 kJ / mol) và làm nóng nhanh hỗn hợp đến điểm sôi.
Hầu như tất cả các vi sinh vật hiếu khí đều sử dụng catalase. Nó cũng có mặt trong một số vi sinh vật yếm khí, chẳng hạn như Methanosarcina barkeri. Catalase cũng phổ biến trong các loài thực vật và nhận thấy ở hầu hết các loại nấm.
Mối chúa của loài mối sống lâu dài có tên gọi là Reticulitermes speratus có tổn thương do oxy hóa DNA thấp hơn đáng kể so với các cá thể không sinh sản (mối thợ và mối lính). Mối chúa có hoạt tính catalase cao gấp hai lần và mức độ biểu hiện gen catalase RsCAT1 cao hơn 7 lần so với mối thợ. Nó xuất hiện khả năng chất chống oxy hóa hiệu quả của mối chúa có thể giải thích một phần làm thế nào chúng đạt được tuổi thọ lâu hơn.
Các enzym Catalase từ các loài khác nhau có nhiệt độ tối ưu khác nhau. Động vật biến nhiệt thường có catalase với nhiệt độ tối ưu trong khoảng 15-25 °C, trong khi catalase của động vật có vú hay chim có thể có nhiệt độ tối ưu trên 35 °C, và catalase từ thực vật khác nhau tùy thuộc vào khả năng sinh trưởng của chúng. Ngược lại, catalase phân lập từ vi khuẩn cổ hyperthermophile Pyrobaculum calidifontis có nhiệt độ tối ưu là 90 °C.